# Bad Monkey
Bad Monkey, ou La Malédiction du singe  au Québec, est une série télévisée américaine développée et produite par Bill Lawrence, diffusée depuis le 14 août 2024 sur Apple TV+.
Il s'agit de l'adaptation du roman Bad Monkey (en) (traduit en français sous le titre de Mauvais Coucheur) de l'auteur américain Carl Hiaasen, publié en 2013.

## Synopsis
Un policier devenu inspecteur de restaurants dans le sud de la Floride se retrouve entraîné dans un monde cupide et corrompu quand un touriste découvre un bras coupé en pêchant. Et, oui, il y a un singe.

## Distribution

### Acteurs principaux
- Vince Vaughn (VF : Bernard Gabay) : Andrew Yancy
- Michelle Monaghan (VF : Élisabeth Ventura) : Bonnie Witt
- Jodie Turner-Smith (VF : Corinne Wellong) : Reine Dragon / Gracie
- Meredith Hagner (en) (VF : Angèle Humeau) : Eve Stripling
- Rob Delaney (VF : Sébastien Desjours) : Christopher
- Natalie Martinez (VF : Julia Vaidis-Bogard) : Rosa Campesino
- L. Scott Caldwell (VF : Nicole Dogué) : Ya-Ya
- Ronald Peet (VF : Mike Fédée) : Neville Stafford

### Acteurs récurrents
- John Ortiz (VF : Guillaume Lebon) : Rogelio Burton
- Charlotte Lawrence (VF : Lola Nédélian) : Caitlin
- Todd Allen Durkin (VF : Pascal Casanova) : le shérif Sonny Summers
- Nina Grollman : Madeline
- Tom Nowicki (VF : Hervé Bellon) : le capitaine Fitzpatrick / le narrateur
- Lauren Buglioli (VF : Julie Dray) : Heather
- Victor Turpin : Montenegro
- David St. Louis (VF : Vincent Touré) : Carter « Egg » Ecclestone
- Gizel Jiménez : Mel Campesino
- Reese Antoinette (VF : Nahla Attali) : Dawnie
- Ashley Nicole Black (VF : Myrtille Bakouche) : Johnna Russell
- Gonzalo Menendez : Mendez
- Scott Glenn (VF : Jean-Bernard Guillard) : Jim Yancy
- Bob Clendenin (VF : Constantin Pappas) : K.J. Claspers
- Alex MacNicoll : Cody

### Acteur invité
- Zach Braff (VF : Alexis Tomassian) : Israel O'Peele

 Source et légende : version française (VF) sur RS Doublage et cartons du doublage français.

## Épisodes
1. La Capitale des restes humains flottants (The Floating-Human-Body-Parts Capital of America)
2. Cent dollars que non (A Hundred Bucks Says You Won't)
3. Personne a dit que c'était Alvin Einstein (Nobody Said He Was Alvin Einstein)
4. Il fonctionne très bien, mais j'en ai plus besoin (Nothing's Wrong With It, I Just Don't Need It Anymore)
5. Ce satané bras est de retour (That Damn Arm Is Back)
6. Yo, dites à Mme Chase que je suis toujours fou d'elle (Yo, Would You Tell Ms. Chase I Still Love Her Like Crazy)
7. Grave amoureux des chats (A Total Cat Person)
8. La mafia russe est très active à Key West (The Russian Mob Is Very Active in Key West)
9. Il faut pas tuer ce chien trop mimi (You Really Don't Want to Kill This Scrumptious Little Puppy)
10. On est là pour vous créer des souvenirs (We're in the Memory-Making Business)